# Schwaikheim
Schwaikheim település Németországban, azon belül Baden-Württembergben. Lakosainak száma 9855 fő (2023. december 31.).

## Népesség
A település népessége az elmúlt években az alábbi módon változott:
| Lakosok száma | 7667 | 9465 | 9481 | 9533 | 9702 | 9855 |
|               | 1975 | 2017 | 2019 | 2021 | 2022 | 2023 |